# فونتي

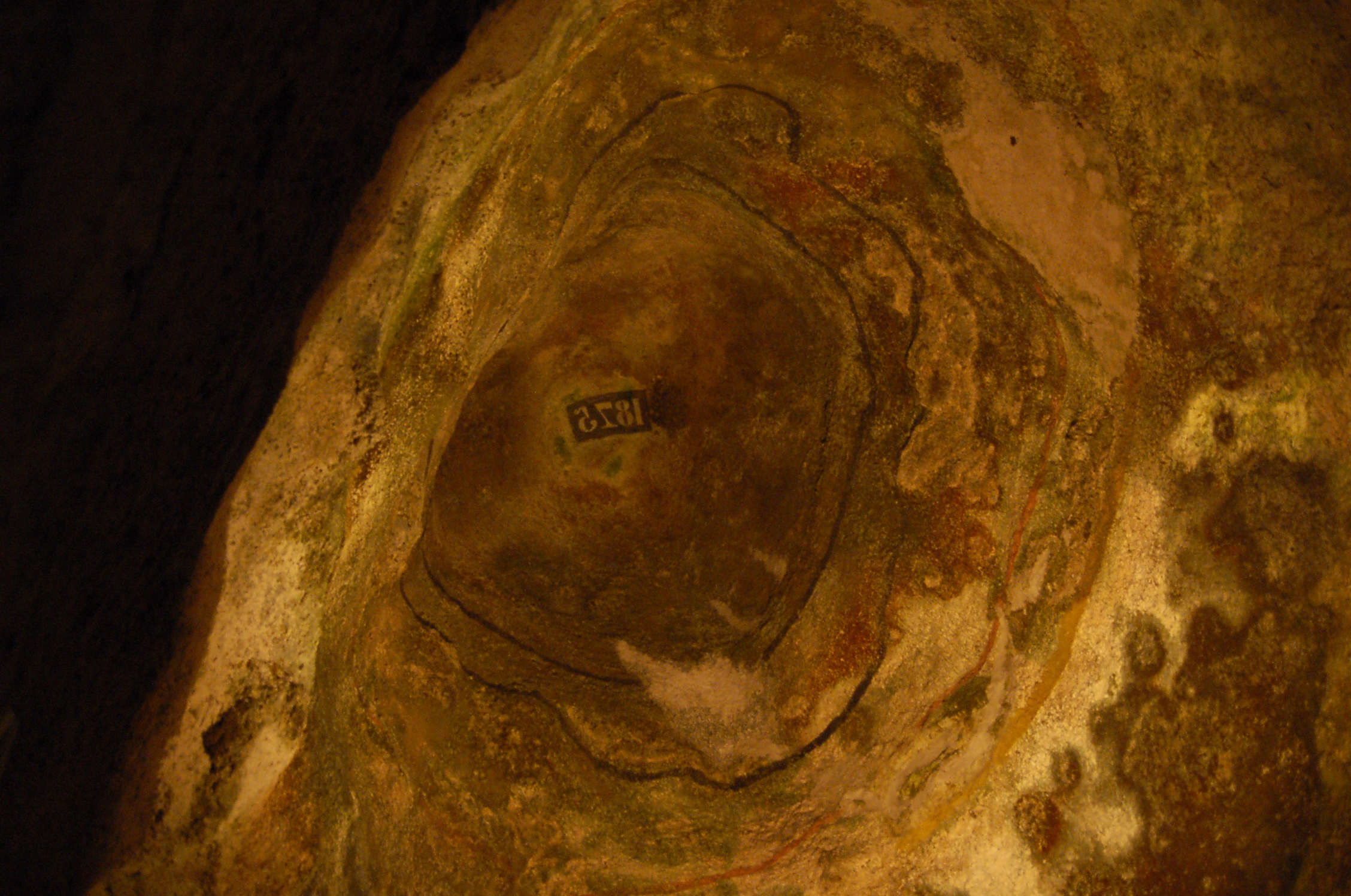
جرس الفونتي في سراديب الموتى في باريس.

الفونتي أو البالوعة هو انهيار للتربة على السطح، ناتج عن التحلل التدريجي للتربة الجوفية أو انهيار تكوين جيولوجي أو منجم أو هيكل قد يحدث أثناء التعدين أو حفر الأنفاق أو التنقيب عن الجدران شديدة الانحدار مثل حفر الخنادق، الهياكل الجيولوجية المعرضة للفونتي العفوي تشمل ألفار والتكوينات الكارستية وتشكيلات الحجر الجيري الأخرى، ولكن يمكن أن تشمل أيضًا أنابيب الحمم البركانية ومجموعة متنوعة من التكوينات الصخرية الجوفية الأخرى. الكهوف الجليدية، والتكوينات الجليدية الأخرى معرضة بشدة للانهيار من التعرض لدرجات الحرارة الدافئة أو المياه الجارية.يمكن أن يتسبب ضغط الغطاء و/ أو دوران السوائل، في تجويف مدفون، طبيعي أو بشري(1)، في تدهور السقف والأعمدة الداعمة، مما قد يؤدي في النهاية إلى نوعين من انهيار السطح:
- الانهيارات الموضعية(2)؛
- الانهيارات العامة.

## الانهيارات الموضعية أو البالوعات
تحدث فتحات البالوعات عندما لا تكون قواعد السقف شديدة المقاومة وتعلوها أرضية ذات خصائص ميكانيكية متوسطة أو تربة رخوة، على سبيل المثال طبقات ذات مسامية كبيرة، وعرضة للتكدس الميكانيكي بفعل الجاذبية و/أو انكماش السوائل والغازات الشعيرية. تبدأ آلية الانهيار من خلال التمزق التدريجي للضفاف الأولى لسقف التجويف في العمق، عن طريق الانحناء أو القص، بالقرب من مقدمة الكتلة - بشكل عام في منتصف الأروقة وبالأحرى عند مفترق طرق الأروقة - أو عند المكان الذي يوجد فيه أكبر امتداد لسقف المقلع. ثم تتوسع العملية عموديًا : تنهار الطبقات المتتالية تدريجياً مما يؤدي إلى تكوين جرس الفونتي وهرم من الانهيار على أرضية التجويف المصاب.

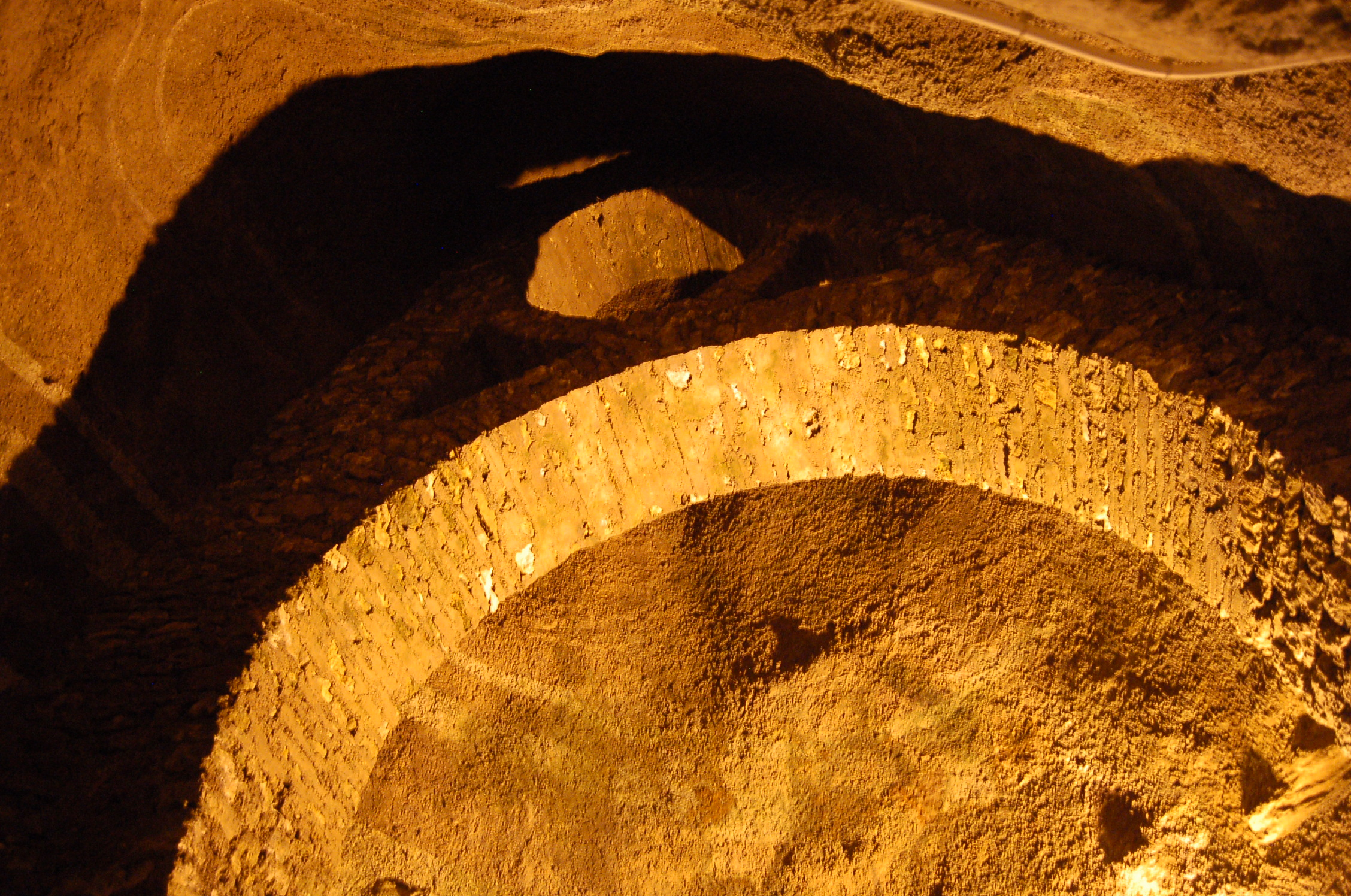
توقيف وتعزيز جرس الفونتي الصغير بقوس في سراديب الموتى في باريس.

يمكننا أن نشهد بشكل أو بآخر ظهور الفراغ المتشكل بهذه السرعة، والذي يشكل الفونتي بالمعنى الدقيق للكلمة. إذا كانت النسبة بين سماكة الطبقة السفلية وارتفاع الفراغات المتكونة بحيث يكون هناك انسداد في المجرى بسبب تكاثر المواد على الأرض، فإننا نرى فقط قدرًا كبيرًا أو أقل من الضغط على الأرض في السطح - الأحواض والمنخفضات يمكن أن تتسبب في أضرار جسيمة حسب اتساعها. في حالة الانهيار، لا يتم الشعور بالضرر في المنطقة المنهارة فقط: المجرى يسبب محيطًا من الأرض " غير مضغوط »المناطق المحيطة، مع الاستقرار أو حتى الانهيارات الأرضية الكبيرة إذا كانت الأرض غير صلبة ميكانيكيًا.
عادة ما يمكن ملاحظة ظاهرة الفونتي في مقالع الحجر الجيري والجص. تتشكل الفونتي في الجص، على وجه الخصوص، إذا كانت هناك:
- ارتفاعات تشغيل كبيرة، من عشرة إلى ستة عشر مترا ؛
- عمليات قديمة، حيث كان يُحدد موقع وأبعاد الأعمدة في كثير من الأحيان وفقًا لسهولة الاستخراج، دون قواعد دقيقة؛
- عامل الانحلال بما أن الجبس صخرة قابلة للذوبان : الأسقف والأعمدة تتدهور بالتحلل بالإضافة إلى التآكل الميكانيكي.

## الانهيارات المعممة

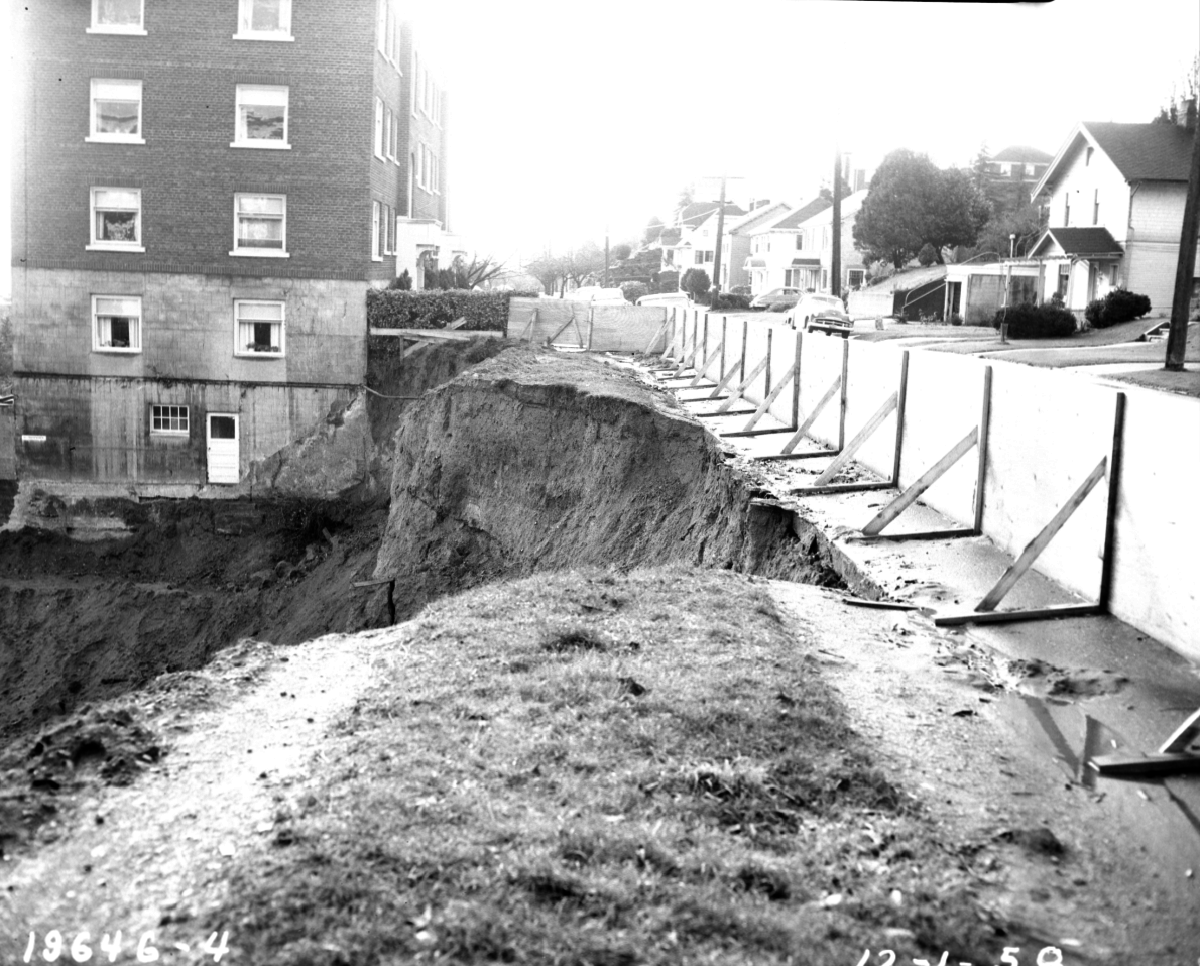
فونتي كبير جدًا في سياتل عام 1958.

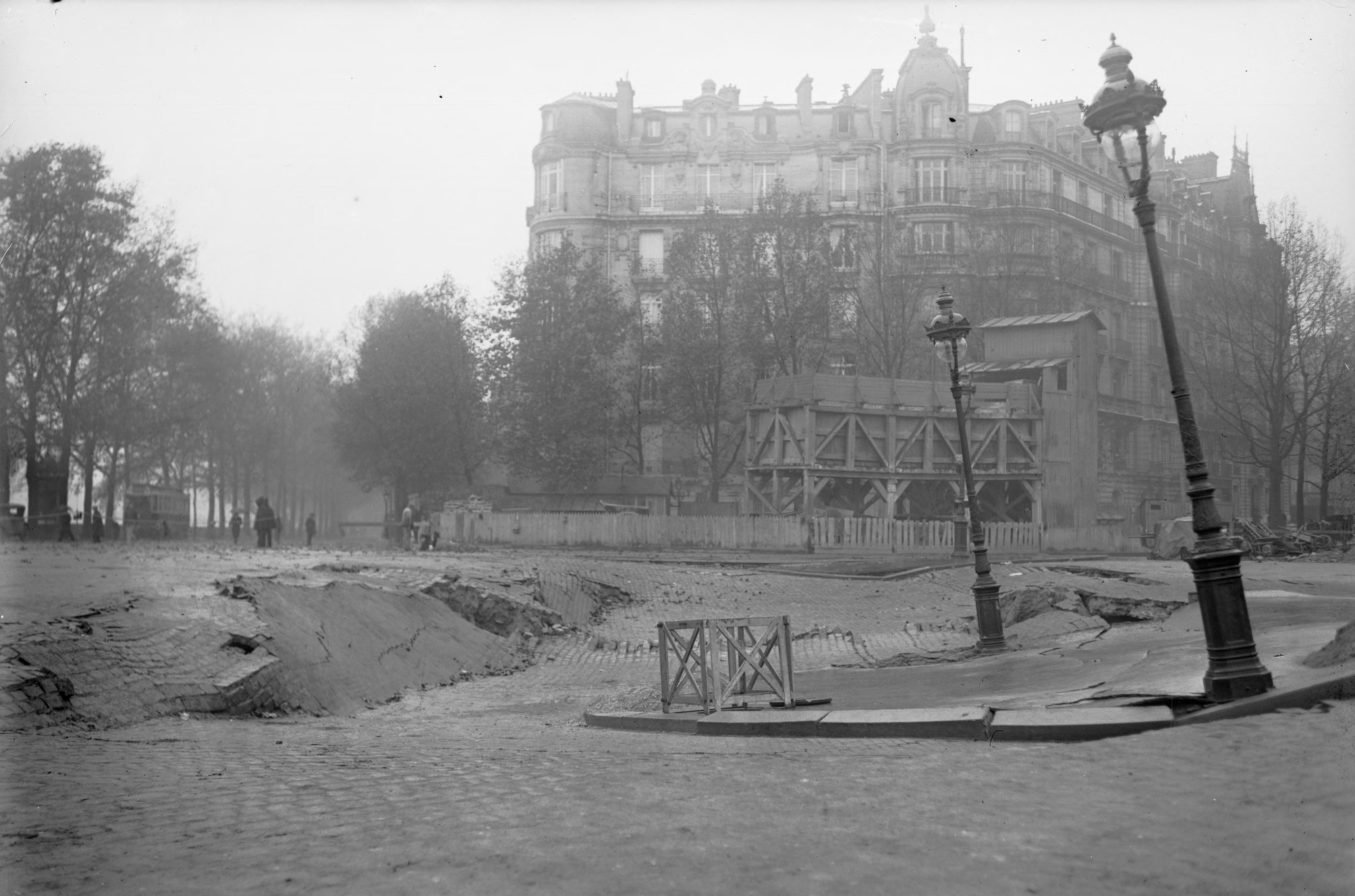
فونتي ساحة ألما الناجم عن حفر نفق المترو في باريس، 1915.

يمكن أن تحدث الانهيارات المعممة أيضًا. في الحالة التي تؤثر فيها ظاهرة الشيخوخة وتغير السقف على عدة مفترقات طرق في مقلع أو منجم، يكون هناك خلل عام في الدعامات المحيطة، مما قد يتسبب في هبوط منطقة بأكملها، مما يؤدي إلىتجاوزتشكيل فونتي موضعي. من المقبول عمومًا أن هذا النوع من الاضطراب ينشأ من ركيزة واحدة أو أكثر في وسط القطاع المعني، وهي ركائز تجاوزت أقصى مقاومة لها. تفسح هذه الأعمدة الطريق فجأة وتتسبب في انتقال سريع للأحمال إلى الأعمدة المجاورة، والتي قد تفسح المجال بدورها، وما إلى ذلك.
غالبًا ما تشير ملاحظة التدهور المتقدم للمقلع إلى انهيارات أكثر أو أقل أهمية على السطح، دون أن يكون تاريخ الانهيار متوقعًا. تكون هذه الحوادث حسب ترتيب الخطورة المتزايدة كالتالي:
- تخفيف الضغط الموضعي للأرضية دون حركة ملحوظة(3)؛
- خفض تدريجي للأرضية على سطح معين(4)؛
- ظهور حفرة كبيرة بقطر من واحد إلى عشرين مترا ؛
- انهيار عمود أو أكثر وانهيار السقف، إلى السطح، على مساحة كبيرة(5).

## الوقاية والإدارة
يمكن تعزيز البالوعات وتنميتها من خلال أساليب جيوتقنية مختلفة إذا ما رصدت في وقت مبكر بما فيه الكفاية، على سبيل المثال تعزيز السقف من خلال قناطر وأعمدة البناء التي تقلل من الضغوط. ومع ذلك، فإن إيقاف تقدم الفونتي القديم غالبًا ما يكون مستحيلًا؛ وهكذا أُغلقت المزارع المهجورة وأُعلن أن الأرض التي تعلوها غير قابلة للبناء. وهكذا تطرح إدارة المقالع والمناجم القديمة مشكلة توطيدها، خاصة عندما تكون هذه المناطق المعزولة سابقًا هي الطابق السفلي الحالي للمدن. فمدينة باريس تحوي على 40 % من جوفها على مناجم، مثال نموذجي : منذ عام 1777  وحتى يومنا هذا، نفذت المفتشية العامة للمحاجر أعمال دمج رئيسية لتأمين المناطق الحضرية.

## هوامش
- 1: أي حفره البشر: مقالع، منجام، أنفاق، وما إلى ذلك.
- 2: الانهيارات بالمعنى الكلاسيكي.
- 3: تسوية عامة وملء ؛ انظر " البالوعة".
- 4: ضغط وتعبئة مركزية.
- 5: الانهيار المعمم بأتم معنى الكلمة.

## وصلات خارجية
- قاعدة البيانات الوطنية (فرنسا) للتجاويف الجوفية المهجورة، باستثناء المناجم نسخة محفوظة 17 سبتمبر 2016 على موقع واي باك مشين.
- قاعدة البيانات الوطنية (فرنسا) للحركات البرية نسخة محفوظة 17 سبتمبر 2016 على موقع واي باك مشين.
- حول المحاجر المهجورة في إيل دو فرانس نسخة محفوظة 24 نوفمبر 2006 على موقع واي باك مشين.
- الجيوتقنيات للمنحدرات والأنفاق : المجاري نسخة محفوظة 20 يوليو 2014 على موقع واي باك مشين.